# Collection de droit
La Collection de droit est une encyclopédie du droit québécois publiée par l'École du Barreau du Québec. Subdivisée en 13 volumes distincts, elle couvre la plupart des sujets du droit québécois.
Selon la bibliothèque de l'Assemblée nationale du Québec, « la collection de droit se caractérise par une quasi-exhaustivité en droit québécois et par une couverture étendue des domaines du droit canadien de compétence fédérale. » .
Elle est également disponible en ligne sur le site web du Centre d'accès à l'information juridique (CAIJ).
La Collection de droit est citée comme source dans plusieurs décisions de la Cour suprême du Canada.

## Volumes
- Volume 1 - Éthique, déontologie et pratique professionnelle
- Volume 2 - Preuve et procédure
- Volume 3 - Personnes et successions
- Volume 4 - Droit de la famille
- Volume 5 - Responsabilité
- Volume 6 - Obligations et contrats
- Volume 7 - Contrats, sûretés, publicité des droits et droit international privé
- Volume 8 - Droit public et administratif
- Volume 9 - Droit du travail
- Volume 10 - Entreprises et sociétés
- Volume 11 - États financiers, fiscalité corporative, faillite et insolvabilité
- Volume 12 - Droit pénal : procédure et preuve
- Volume 13 - Droit pénal : infractions, moyens de défense et peine